# کالومت (آرکانزاس)
کالومت (به انگلیسی: Calumet) یک منطقهٔ مسکونی در ایالات متحده آمریکا است که در شهرستان میسیسیپی، آرکانزاس واقع شده‌است. کالومت ۷۴٫۹۸ متر بالاتر از سطح دریا واقع شده‌است.